# Hyles lucida
Hyles lucida är en fjärilsart som beskrevs av Derzhavets 1980. Hyles lucida ingår i släktet Hyles och familjen svärmare. Inga underarter finns listade i Catalogue of Life.